# Timur Arbúzov
Timur Denísovich Arbúzov (en ruso: Тимур Денисович Арбузов; Kropotkin, 14 de abril de 2004) es un deportista ruso que compite en judo.
Ganó dos medallas en el Campeonato Mundial de Judo, en los años 2024 y 2025, y una medalla de oro en el Campeonato Europeo de Judo de 2025.

## Palmarés internacional
| Campeonato Mundial | Campeonato Mundial     | Campeonato Mundial | Campeonato Mundial |
| Año                | Lugar                  | Medalla            | Categoría          |
| ------------------ | ---------------------- | ------------------ | ------------------ |
| 2024               | Abu Dabi (EAU)         | Medalla de plata   | –81 kg             |
| 2025               | Budapest (Hungría)     | Medalla de oro     | –81 kg             |
| Campeonato Europeo |                        |                    |                    |
| Año                | Lugar                  | Medalla            | Categoría          |
| 2025               | Podgorica (Montenegro) | Medalla de oro     | –81 kg             |